# Mophun
Mophun je platforma pro hry (případně jiné aplikace) na mobilních telefonech. Technologii Mophun podporují jen některé telefony (nejvýrazněji je zastoupena značka Sony Ericsson), na ostatních tyto hry nefungují. Typická velikost hry pro systém Mophun se pohybuje kolem 50–150 kB.
Aplikace pro Mophun se píší v C/C++ s využitím SDK, které je zdarma na žádost dostupné. Aby však výsledná aplikace byla spustitelná na mobilních telefonech, musí být předem certifikována – to je důvod, proč pro Mophun neexistují freeware hry.
Mophun se stejně jako In-Fusio stal slepou vývojovou větví zábavního průmyslu v mobilech. Hlavním důvodem byla už zmíněná velice přísná licenční politika. Ani firma Sony Ericsson do posledních modelů už Mophun neimplementuje.

## Seznam telefonů podporujících Mophun
- Sony Ericsson: T230, T290, T300, T310, T610, T630, Z600, P800, P900
- Motorola: A1000, A925
- Nokia - všechny telefony s operačním systémem - hry většinou v balíku s emulátorem Symbian OS (např.3650/60, 7650, N-Gage, 6630, 7610, 6260, 6670, 6600, 6680)
- dále PDA s emulátory (z osobní zkušenosti T-Mobile MDA)